# Pé Verhaegen
Pé (Petrus) Verhaegen (* 20. Februar 1902 in Tremelo; † 5. April 1958 in Löwen) war ein belgischer Radrennfahrer und nationaler Meister im Radsport.

## Sportliche Laufbahn
Von 1927 bis 1935 war Verhaegen als Berufsfahrer aktiv. 1925 wurde er nationaler Meister im Querfeldeinrennen. 1926 trat er in die Klasse der Unabhängigen über und gewann die Belgien-Rundfahrt sowie die Flandern-Rundfahrt für Unabhängige. 1926 wurde er beim Sieg von Francis Pélissier 15. im Critérium International de Cyclo-Cross, das als Vorläufer der späteren UCI-Weltmeisterschaften galt.
1927 bestritt er die Tour de France und wurde 8. im Endklassement. Er konnte während der Tour zwei Etappen gewinnen. 1928 gewann er eine weitere Etappe und platzierte sich als 12. im Endklassement. 1929 siegte er im Rennen Paris–Brüssel.